# Акбар Мірзоєв
Акба́р Мірзо́єв (тадж. Акбар Мирзоев; 15 лютого 1938, Нурек, Таджицька РСР) — таджицький політичний і державний діяч, прем'єр-міністр Таджикистана (1992).

## Біографія
Народився 15 лютого 1939 року в місті Нурек. 

### Освіта
У 1960 році закінчив Душанбінський Політехнічний технікум, Військову авіаційну школу та заочно у 1983 Таджицький сільськогосподарський інститут за спеціальністю інженер-гідротехнік. З 1960 по 1963 рік  служив у Радянській Армії.

### Трудова діяльність
- 1963-1974 рр. — Майстер, начальник дільниці, головний інженер, начальник будівельно-монтажного управління.
- 1974-1975 рр. — Начальник обласного виробничого управління зрошувальних систем.
- 1975-1987 рр. — Керуючий будівельним трестом, перший заступник начальника «Главтаджикводбуду» Мінводгоспу СРСР.

У ці роки керував водогосподарським будівництвом у Кулябській області, а потім у Республіці, в тому числі директивними будівлями: будівництво Дангаринського іригаційного тунелю та освоєння порожніх земель Дангариського степу як керуючий трестом «Кулябводбуд» Мінводгоспу СРСР.
4 листопада 1986 року о 00 годині йому було довірено перший пуск води по тунелю в обсязі 3 кубічних метри/сек. Почалося перетворення району.

### Політична діяльність
- 1987-1988 рр. — Голова виконкому Кулябської обласної Ради народних депутатів Республіки Таджикистан, м. Куляб.
- 1988-1990 рр. — Голова виконкому Хатлонської обласної Ради народних депутатів Республіки Таджикистан, м. Курган-Тюбе.
- У 1989 році на десятій сесії Верховної Ради Таджицької РСР виступив першим на захист Таджицької мови та надання їй статусу Державної.
- 22 липня 1989 р. було прийнято «Закон про мову»
- 1990-1992 рр. — Голова виконкому Кулябської обласної Ради народних депутатів Республіки Таджикистан, м. Куляб.
- 9 січня 1992 р. — Прем'єр-міністр Республіки Таджикистан.
- 25.08.1992 р. — Указ Президента Руспубліки Таджикиста: про відкриття Посольств та Генерального Консульства Республіки Таджикистан у зарубіжних країнах.
- 29.08.1992 р. — Тимчасовий Повірений у справах Республіки Таджикистан у ФРН.
- 14.06.1994 — 16.09.2001 рр. — Надзвичайний та Повноважний Посол Республіки Таджикистан у ФРН. Має ранг Надзвичайного та Повноважного Посла.
- 16.09.2001 р. — Посол у відставці, Персональний Пенсіонер.
- 29.06.2007 р. — Голова Опікунської Ради Громадського благодійного фонду Таджикистану.
- 1987-1995 рр. — Народний депутат Республіки Таджикистан.
- 1988-1992 рр. — Голова мандатної комісії Верховної Ради Республіки Таджикистан.
- 1990-1992 рр. — Член Президії Верховної Ради Республіки Таджикистан.

## Нагороди
- Медаль «За доблесну працю» 1970 р.
- Орден «Знак Пошани» 1971 р.
- Почесна грамота Президії Верховної Ради Таджицької Радянської Соціалістичної Республіки 1971 р.
- Орден «Трудового Червоного Прапора» 1975 р.
- Почесна грамота Президії Верховної Ради Таджицької Радянської Соціалістичної Республіки 1979 р.
- Орден Афганістану 1989 р.
- Медаль Жукова 1997 р.
- Надзвичайний та Повноважний Посол Республіки Таджикистан у Федеративній Республіці Німеччина (1993-1999).
- Заслужений працівник Таджикистану (2011).

## Сім'я
Одружений, має двох дітей.